# Трапецоэдр
Трапецоэдр (дельтоэдр, антитегум) — двойственный антипризме многогранник. Если у исходной антипризмы основания — n-угольники, то у соответствующего ей трапецоэдра есть 2n граней, имеющих форму дельтоида.
Называются трапецоэдры по количеству углов у основания антипризмы, двойственными к которой они являются. Например, четырёхугольный трапецоэдр — это многогранник, двойственный четырёхугольной антипризме.
| Треугольный трапецоэдр (если его грани правильные четырёхугольники, то он является кубом) | Четырёхугольный трапецоэдр |
| Пятиугольный трапецоэдр                                                                   | Шестиугольный трапецоэдр   |

| Тела с отсечёнными вершинами |            |            |            |            |            |            |            |            |
| Конфиг.                      | 3.3.2.3.2  | 3.3.3.3.3  | 3.3.4.3.4  | 3.3.5.3.5  | 3.3.6.3.6  | 3.3.7.3.7  | 3.3.8.3.8  | 3.3.∞.3.∞  |
| Повёрнытые тела              |            |            |            |            |            |            |            |            |
| Конфиг.                      | V3.3.2.3.2 | V3.3.3.3.3 | V3.3.4.3.4 | V3.3.5.3.5 | V3.3.6.3.6 | V3.3.7.3.7 | V3.3.8.3.8 | V3.3.∞.3.∞ |

| Семейство трапецоэдров V.n.3.3.3 | Семейство трапецоэдров V.n.3.3.3 | Семейство трапецоэдров V.n.3.3.3 | Семейство трапецоэдров V.n.3.3.3 | Семейство трапецоэдров V.n.3.3.3 | Семейство трапецоэдров V.n.3.3.3 | Семейство трапецоэдров V.n.3.3.3 | Семейство трапецоэдров V.n.3.3.3 | Семейство трапецоэдров V.n.3.3.3 | Семейство трапецоэдров V.n.3.3.3 | Семейство трапецоэдров V.n.3.3.3 |
| -------------------------------- | -------------------------------- | -------------------------------- | -------------------------------- | -------------------------------- | -------------------------------- | -------------------------------- | -------------------------------- | -------------------------------- | -------------------------------- | -------------------------------- |
| Многогранники                    |                                  |                                  |                                  |                                  |                                  |                                  |                                  |                                  |                                  |                                  |
| Мозаики                          |                                  |                                  |                                  |                                  |                                  |                                  |                                  |                                  |                                  |                                  |
| Конфиг.                          | V2.3.3.3                         | V3.3.3.3                         | V4.3.3.3                         | V5.3.3.3                         | V6.3.3.3                         | V7.3.3.3                         | V8.3.3.3                         | ...V10.3.3.3                     | ...V12.3.3.3                     | ...V∞.3.3.3                      |